# هام كي يونج
هام كي يونج (بالكورية: 함기용)‏‏ (14 نوفمبر 1930 في شونشيون - 9 نوفمبر 2022) منافس ألعاب قوى، وشخصية أعمال من كوريا الجنوبية.